# Philippe Cattiau
Philippe Cattiau (Saint-Malo, 28 de julio de 1892-Saint-Malo, 18 de febrero de 1962) fue un deportista francés que compitió en esgrima, especialista en las modalidades de florete y espada.
Participó en cinco Juegos Olímpicos de Verano entre los años 1920 y 1936, obteniendo en total ocho medallas: dos platas en Amberes 1920, oro y plata en París 1924, plata en Ámsterdam 1928, dos oros en Los Ángeles 1932 y bronce en Berlín 1936. Ganó nueve medallas en el Campeonato Mundial de Esgrima entre los años 1927 y 1937.

## Palmarés internacional
| Juegos Olímpicos   | Juegos Olímpicos             | Juegos Olímpicos  | Juegos Olímpicos    |
| Año                | Lugar                        | Medalla           | Prueba              |
| ------------------ | ---------------------------- | ----------------- | ------------------- |
| 1920               | Amberes (Bélgica)            | Medalla de plata  | Florete individual  |
| 1920               | Amberes (Bélgica)            | Medalla de plata  | Florete por equipos |
| 1924               | París (Francia)              | Medalla de oro    | Florete por equipos |
| 1924               | París (Francia)              | Medalla de plata  | Florete individual  |
| 1928               | Ámsterdam (Países Bajos)     | Medalla de plata  | Florete por equipos |
| 1932               | Los Ángeles (Estados Unidos) | Medalla de oro    | Florete por equipos |
| 1932               | Los Ángeles (Estados Unidos) | Medalla de oro    | Espada por equipos  |
| 1936               | Berlín (Alemania)            | Medalla de bronce | Espada por equipos  |
| Campeonato Mundial |                              |                   |                     |
| Año                | Lugar                        | Medalla           | Prueba              |
| 1927               | Vichy (Francia)              | Medalla de plata  | Florete individual  |
| 1929               | Nápoles (Italia)             | Medalla de oro    | Espada individual   |
| 1929               | Nápoles (Italia)             | Medalla de plata  | Florete individual  |
| 1930               | Lieja (Bélgica)              | Medalla de oro    | Espada individual   |
| 1930               | Lieja (Bélgica)              | Medalla de bronce | Espada por equipos  |
| 1930               | Lieja (Bélgica)              | Medalla de plata  | Florete por equipos |
| 1934               | Varsovia (Polonia)           | Medalla de oro    | Espada por equipos  |
| 1935               | Lausana (Suiza)              | Medalla de oro    | Espada por equipos  |
| 1937               | París (Francia)              | Medalla de plata  | Florete por equipos |